# Mahāban
Mahāban är en ort i Indien.   Den ligger i distriktet Mathura och delstaten Uttar Pradesh, i den norra delen av landet, 140 km söder om huvudstaden New Delhi. Mahāban ligger 179 meter över havet och antalet invånare är 9 514.
Terrängen runt Mahāban är mycket platt. Runt Mahāban är det tätbefolkat, med 881 invånare per kvadratkilometer. Närmaste större samhälle är Mathura, 10,5 km nordväst om Mahāban. Trakten runt Mahāban består till största delen av jordbruksmark.